# クリプトクリドゥス
クリプトクリドゥス (Cryptoclidus) は中期ジュラ紀に棲息していた首長竜の属の一つ。クリプトクリドゥス科に属する。属名は「隠された鎖骨」の意。

## 概要
体長4 - 8メートル、体重8トン。頭骨は細長く、顎に約100本の長く多数の鋭い歯があった。この歯列は魚などを捕らえる際の罠として機能したと推定される。また、この歯で泥をこして餌を探していたとする説もある。首は長く、30個ほどの頸椎で構成される。前部の鰭脚は柔軟な構造で、後部のものは前部より長い。鰭脚を支える肢帯は発達していた。尾は短いが尾鰭があったとされる。
浅い海に棲み、魚、甲殻類、アンモナイトおよびイカを食べていた。あまり速く泳ぐことは出来なかったと推定され、おそらくは待ち伏せや不意打ちなどで獲物を捕らえていたとされる。
ほとんどの化石がイギリス、フランス北部、ロシア、および南米で発見されている。

## ギャラリー

ヒトとの大きさ比較
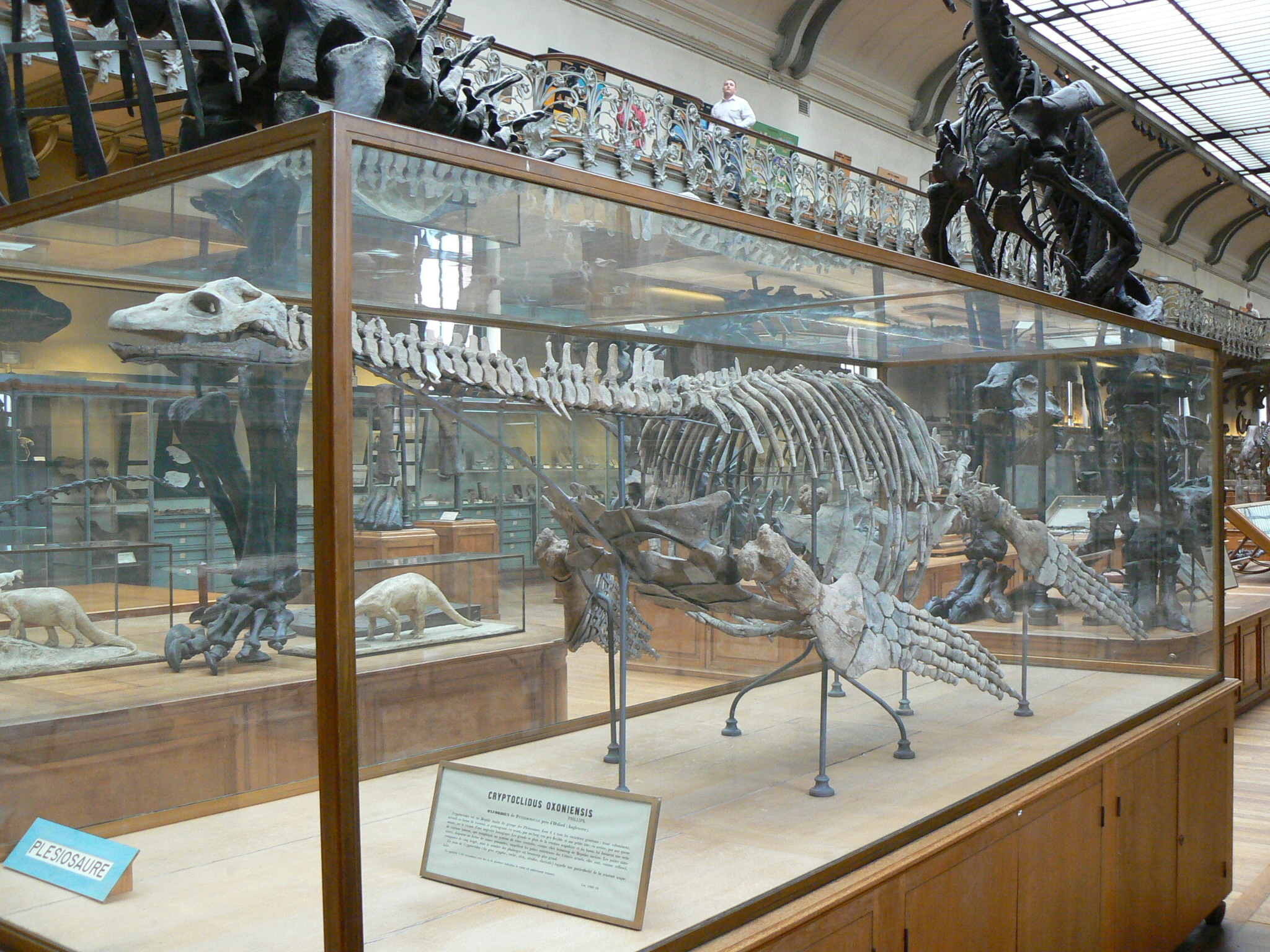
全身骨格
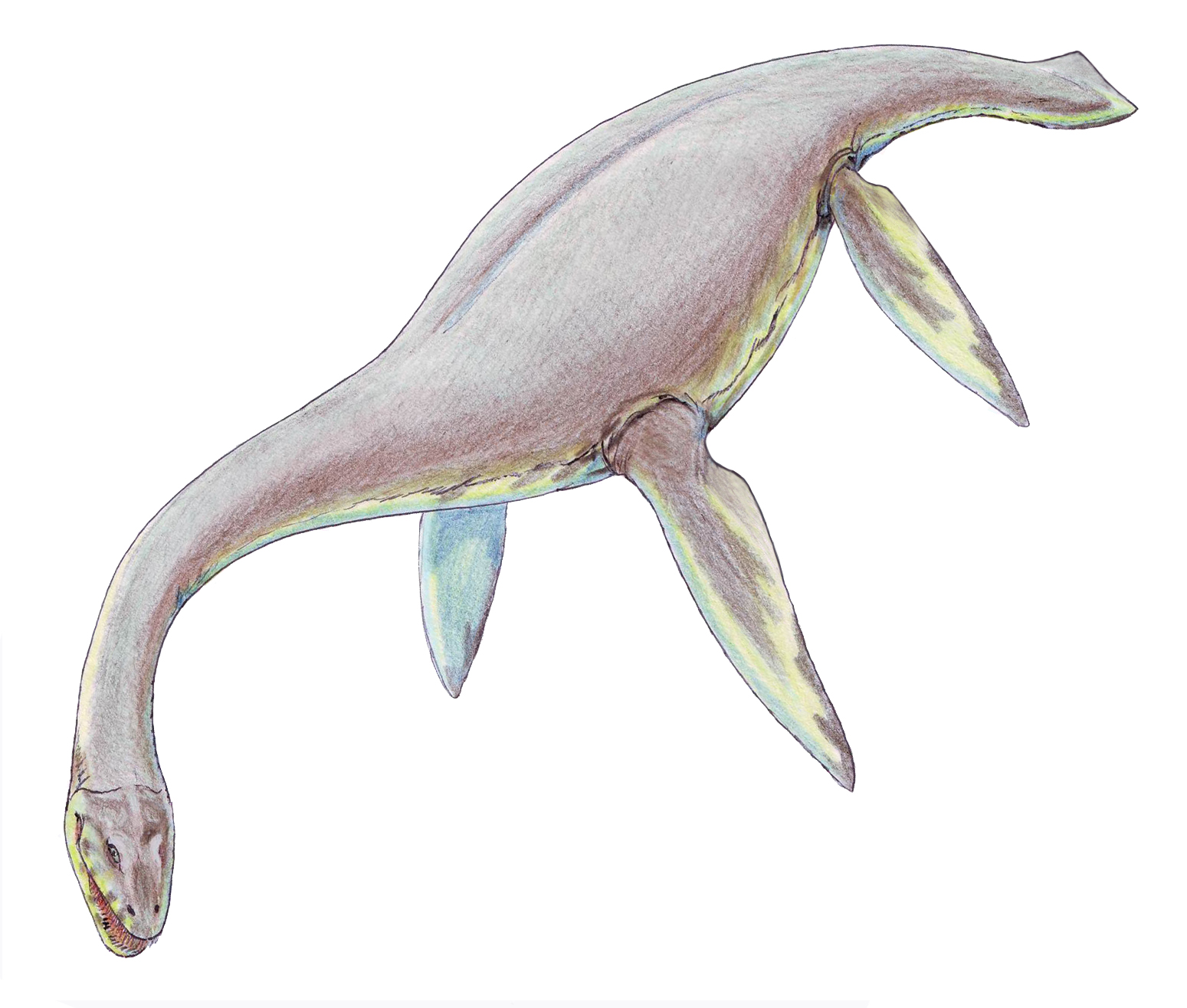
想像図